# 科林·汉弗莱斯
科林·汉弗莱斯爵士（ CBE, FRS, FREng；1941年5月24日—)，英国物理学家和材料科学家。他是剑桥大学材料科学与冶金系教授、塞尔文学院教员，大不列颠皇家学院(Royal Institution）实验物理学家。2002和2003年任英国材料与矿冶学会(Institute of Materials, Minerals and Mining)主席。他的研究包括电子显微学的各个领域，半导体（特别是氮化镓）材料，以及超高温航天材料和超导体等。他的曾获奖项包括欧洲材料联合会金奖和美国矿物、金属和材料学会Robert Franklin Mehl奖等。

## 著作
- The Miracles of Exodus: a Scientist Reveals the Extraordinary Natural Causes Underlying the Biblical Miracles (Harper Collins, 2003).
- The Mystery of the Last Supper: Reconstructing the Final Days of Jesus (Cambridge University Press, 2011) ISBN 0-521-73200-X